# Francisco Javier Del Valle Paredes
Francisco Javier Del Valle Paredes (ur. 3 grudnia 1942 w Isla Pocú) – paragwajski duchowny rzymskokatolicki posługujący w Brazylii, w latach 2009-2017 biskup Campo Mourão.

## Życiorys
Święcenia kapłańskie przyjął 3 lipca 1973 jako członek zgromadzenia ksawerian. Pracował jako misjonarz w Republice Konga oraz jako rektor zakonnego seminarium w Campo Mourão. W 1985 został proboszczem w Peabiru. W 1991 wystąpił z zakonu i uzyskał inkardynację do diecezji Campo Mourão. Jako prezbiter tejże diecezji pełnił funkcje m.in. wykładowcy diecezjalnych seminariów oraz proboszcza w Engenheiro Beltrão. W 2008 został tymczasowym administratorem diecezji.
24 grudnia 2008 został prekonizowany biskupem Campo Mourão. Sakrę biskupią otrzymał 27 lutego 2009. 6 grudnia 2017 przeszedł na emeryturę.